# Bảo vệ rạn san hô
Bảo vệ rạn san hô là quá trình sửa đổi những hoạt động của con người để tránh ảnh hưởng xấu tới những rạn san hô khoẻ mạnh và để giúp phục hồi những san hô bị thiệt hại. Chiến lược chủ yếu trong việc bảo vệ san hô bao gồm việc xác định những mục đích lớn, bắt đầu sự kiểm soát tích cực và thiết thực cũng như kết nối cộng đồng để giảm bớt những nguyên nhân gây ảnh hưởng san hô. Một kỹ thuật quản lý đó là tạo ra những khu bảo tồn biển trực tiếp hạn chế lại những hoạt động của con người như là đánh bắt cá.
Bộ môn giải trí lặn có bình khí có thể gây ra những tác động xấu đến rạn san hô nhiệt đới, trong đó chủ yếu là những san hô đá phân nhánh có đặc tính yếu và dễ gãy. Tình trạng này có thể giảm bớt bằng cách cải thiện lực nổi và kĩ năng sử dụng thiết bị lặn của người tham gia lặn cũng như giáo dục cho họ ý thức về hậu quả của việc hành động sai sót tác động đến hệ sinh thái san hô như thế nào.
Thông thường những đơn bào san hô cần khoảng 10 000 năm để hình thành rạn san hô, và một rạn san hô cần từ 100 000 đến 30 000 000 năm để phát triển hoàn toàn.

### Rạn san hô
Rạn san hô là một trong những hệ sinh thái hữu ích và đa dạng sinh học nhất trên Trái Đất. Những khác biệt trong việc tiếp xúc với các kiểu sóng biển khác nhau tạo ra nhiều kiểu môi trường sống. Nhờ vào quan hệ Thuyết hỗ sinh cộng sinh với tảo biển, san hô mới có thể hình thành nên các rạn. Tảo đơn bào lấy chất dinh dưỡng thông qua Quang hợp, và san hô cung cấp chỗ ở cho tảo để đổi lấy nhận lại từ tảo một số chất dinh dưỡng. Số lượng tảo sẽ biến mất khi điều kiện môi trường thay đổi dẫn đến việc san hô mất màu sắc (còn được gọi là hiện tượng "tẩy trắng san hô") bởi vì san hô có màu sắc rực rỡ là nhờ vào những loài tảo.

### Dịch vụ hệ sinh thái
San hô cung cấp cho con người với các Dịch vụ hệ sinh thái như nghề nuôi bắt cá, y khoa, du lịch, giải trí và bảo vệ ven biển về mặt thẩm mỹ lẫn văn hoá. Ngoài ra, san hô còn chiếm tới 0.2% hệ sinh thái biển của thế giới.

### Nguyên nhân
Có hai loại nguyên nhân tác hại hệ thống rạn san hô đó là: thiên nhiên và con người. Hệ quả những nguyên nhân này để lại được xếp loại từ mức độ không đáng kể cho tới mức độ thảm hoạ.
Nước biển ấm lên, nồng độ pH trong nước cũng theo đó mà thay đổi và mực nước biển dâng liên quan đến biến đổi khí hậu đang diễn ra trên cơ sở toàn cầu.
Ví dụ ở các địa phương xảy ra việc ngừng phát triền dân cư, nông nghiệp và công nghiệp, sự xói mòn vì việc phát quang đất và sự thải rác sinh hoạt lẫn hoá học.
Những nguyên nhân này còn gây ra các thiệt hại khác, thông qua việc thói quen đánh bắt cá sai trái, việc neo tàu bến cảng và các tai nạn neo tàu. Một vài thói quen đánh bắt cá mang tính huỷ hoại môi trường sống của rạn san hô là rà lưới dưới đáy sông hồ, sử dụng thuốc nổ hay thuốc mê để dánh bắt cá...Lưới đánh cá mà các ngư dân vô tình đánh rơi xuống biển làm hại rất nhiều rạn san hô. Đánh bắt cá quy mô nhỏ cũng đủ để huỷ hoại san hô nếu động vật ăn cỏ lan toả, do đó không thể nào bảo vệ san hô khỏi sự xâm lấn của tảo. Các tàu thuyền khác cũng tác động xấu đến san hô khi họ thả neo trên các rạn thay vì trên cát. Tai nạn lúc neo tàu dư sức phá huỷ toàn bộ những khu vực san hô lân cận. Những loài san hô như elkhorn hay finger coral rất dễ gãy kể cả những tảng đá san hô đồ sộ cũng bị tiêu diệt bởi vụ lật thuyền. Neo đậu trên cát, hay là sự khuấy động cánh quạt của tàu cũng sẽ giết chết những san hô xung quanh đó.
Ở thế kỉ 20, lặn có bình khí gây tác động rất nhỏ đến môi trường và là một trong những hoạt động bị cấm nhiều nhất trong khu bảo tồn biển. Bộ môn lặn cơ bản chủ yếu quan tâm đến rủi ro xảy ra với người lặn, nhưng giảm cảnh giác bảo vệ môi trường. Độ phổ biến của bộ môn lặn và tác động của du khách tới hệ sinh thái nhạy cảm này ngày càng gia tăng kéo theo các hậu quả môi trường.
Môi trường cành lành mạnh thì san hô lại càng dễ bị huỷ hoại bởi những người lặn có kĩ năng kém. Và môi trường biển đa dạng, phong phú thú hút khách du lịch tới nhiều hơn, trong số nhó có không ít người lặn không thường xuyên và không cải thiện kĩ năng lặn để có thể lặn tham quan một cách thân thiện nhất với môi trường.

### Giải pháp khắc phục
Rất khó để mọi người lập kế hoạch thiết thực với tầm quan trọng trong việc bảo vệ những rạn san hô đang cư ngụ rải rác ngoài biển khơi, không có sự phân cách hay sở hữu rõ ràng nào giữa các vùng biển đại dương, khiến cho việc uỷ thác trách nhiệm công việc bảo vệ san hô khó khăn hơn bao giờ hết. Tuy nhiên, những tổ chức riêng và tổ chức chính phủ với mong muốn giúp môi trường đã và đang thực hiện những bước tiến trong quá trình hồi phục san hô.
Mục tiêu của hồi phục san hô là giúp san hô thích ứng với những nguyên nhân gây huỷ hoại và hiện tượng môi trường biến đổi. Chương trình bảo tồn san hô của tổ chức NOAA  đang tiếp cận việc hồi phục bằng cách đối phó và cải thiện những rạn san hô bị huỷ hoại về thể chất, ngăn chặn môi trường sống biến mất, thực hiện các dự án bảo tồn san hô, khôi phục những loài san hô đang gặp nguy hiểm và kiểm soát loài xâm lấn. Tổ chức Coral Restoration Foundation  đã hồi phục thành công hơn 100 kiểu gen của giống san hô nhánh hình gạc nai (Acropora cervicornis) bằng cách sử dụng vườn ươm giống. Những phòng thí nghiệm được đặt gần rạn san hô, ví dụ như Elizabeth Moore International Center for Coral Reef Research & Restoration - một trung tâm nghiên cứu đã trồng thành công hơn 43 000 san hô ở Florida Keys - đóng vai trò quan trọng trong việc duy trì vườn ươm san hô.

#### Điều khiển dòng chảy
Có thể giảm bớt lượng đất cặn xói mòn ở những dòng chảy phân luồng khá dốc trên hòn đảo nhiệt đới vùng núi thuộc quần đảo Hawaii bằng việc cải tạo lại thực vật và kiểm soát những loài xâm lấn. Gabions - đập ngăn nước - được dựng từ những cây Prosopis pallida do một nhóm cộng đồng địa phương trồng nên - đã ngăn chặn hiệu quả 77 tấn đất cát, cặn bã chảy vào đại dương, một lượng đất cát mà dòng chảy tự nhiên mất hơn năm tuần để rửa trôi chúng khỏi những rạn san hô.

#### Vườn ươm san hô
Việc nuôi trồng san hô, quá trình sử dụng vườn ươm để hồi phục những rạn san hô là một dự án có thể cải thiện Đa dạng sinh học, cấu trúc toàn vẹn và độ bao phủ của san hô. Vườn ươm san hô có thể cung cấp các san hô con cho việc cấy ghép nhằm phục hồi những khu vực của rạn san hô đã bị huỷ hoại và suy tàn. Giao tử san hô sẽ bị cắt bỏ từ quá trình đẻ trứng và được cấy trồng trong phòng thí nghiệm. Sau đó, chúng được cấy trồng lại lần nữa khi chúng lớn lên. Điều này cho phép một lượng san hô vừa phải phát triển an toàn trong điều kiện phòng thí nghiệm. Ban đầu, vườn ươm như những mảnh đất nhỏ của đàn san hô được giải cứu và phục hồi trước khi tham gia cấy ghép. Vào năm 2009, tổ chức The Nature Conservancy đã trồng hơn 30 000 san hô con trong vườn ươm dưới nước ở Florida và vùng Caribe để phục vụ cho cấy ghép.